# Průnik

Průnik dvou množin

V matematice se jako průnik dvou nebo více množin označuje taková množina, která obsahuje pouze ty prvky, které se nalézají ve všech těchto množinách. Průnik množin A a B se označuje symbolem A ∩ B.

## Formální definice
Pro všechna x platí, že {\displaystyle x\in \left(A\cap B\right)\equiv \left(x\in A\right)\land \left(x\in B\right)}.
V případě, že se jedná o průnik více množin, je možno jej chápat jako několik postupných průniků (viz asociativita níže), nebo tak, že prvek je součástí průniku právě tehdy, je-li prvkem všech množin. Obě tyto možnosti jsou však ekvivalentní. Např. pro průnik tří množin platí, že x ∈ A ∩ B ∩ C iff x ∈ A a zároveň x ∈ B a zároveň x ∈ C. Průnik {\displaystyle n} množin {\displaystyle A_{1},A_{2},...,A_{n}} lze zkráceně psát
{\displaystyle A_{1}\cap A_{2}\cap ...\cap A_{n}=\bigcap _{i=1}^{n}{A_{i}}}

Příklad: Průnikem množin { 1, 2, 5, 6, 8, 11 } a { 2, 3, 4, 6, 8, 9 } je množina { 2, 6, 8 }. Průnikem množin všech prvočísel { 2, 3, 5, 7, 11, … } a množiny sudých kladných čísel { 2, 4, 6, 8, … } je jednoprvková množina { 2 } (jelikož 2 je jediné sudé prvočíslo).

## Vlastnosti
Operace průniku dvou množin (jakožto binární operace) je asociativní, tzn. (A ∩ B) ∩ C = A ∩ (B ∩ C). Současný průnik všech tří množin – A ∩ B ∩ C – je oběma těmto výrazům roven, proto je možno psát průnik libovolného množství množin bez použití závorek.
Průnik je komutativní operace, platí tedy, že A ∩ B = B ∩ A.
Neutrálním prvkem pro operaci průniku je univerzum, tzn. množina všech prvků, které v daném kontextu uvažujeme. Platí tedy {\displaystyle A\cap I=A}.
Výsledkem průniku množiny {\displaystyle A} s prázdnou množinou je opět prázdná množina, tzn. {\displaystyle A\cap \emptyset =\emptyset }.
Je-li výsledkem průniku dvou množin {\displaystyle A,B} prázdná množina, pak platí {\displaystyle A\cap B=\emptyset \leftrightarrow B\subseteq -A}, kde {\displaystyle -A} je doplňkem množiny {\displaystyle A}.
Vzhledem k definici průniku vyplývají všechny tyto skutečnosti z obdobných skutečností o logické spojce a zároveň.
Mohutnost průniku dvou množin je nejvýše rovna mohutnosti menší z nich: |A ∩ B| ≤ min { |A|, |B| }.
Průnik je idempotentní, tzn. platí {\displaystyle A\cap A=A}.